# Анжервил (Есон)
Анжервил (фр. Angerville) насеље је и општина у Француској у региону Париски регион, у департману Есон која припада префектури Етан.
По подацима из 2011. године у општини је живело 3.934 становника, а густина насељености је износила 152,3 становника/km². Општина се простире на површини од 25,83 km². Налази се на средњој надморској висини од 141 метар (максималној 146 m, а минималној 113 m).

## Демографија
| 1962. | 1968. | 1975. | 1982. | 1990. | 1999. | 2011. |
| ----- | ----- | ----- | ----- | ----- | ----- | ----- |
| 1.781 | 1.926 | 2.597 | 2.622 | 3.012 | 3.265 | 3.934 |

График промене броја становника у току последњих година